# 이치카와 단쥬로

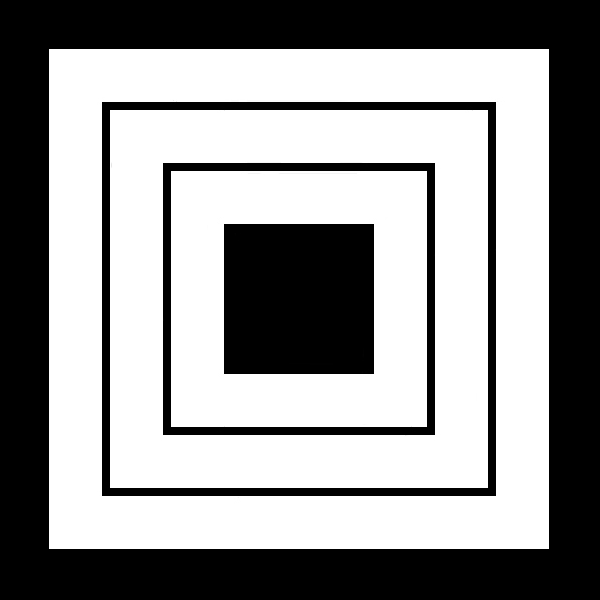
미마스(三升)

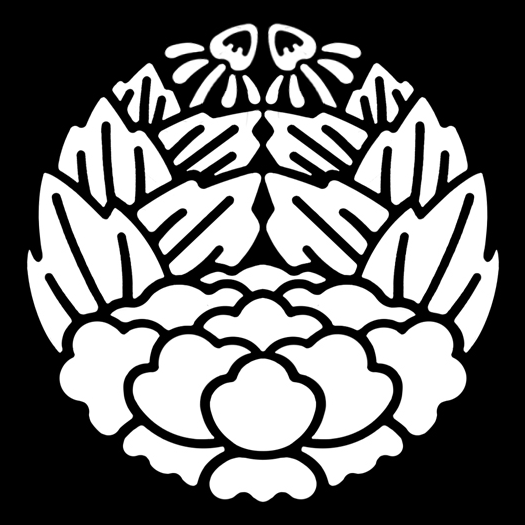
고요 보탄(杏葉牡丹)

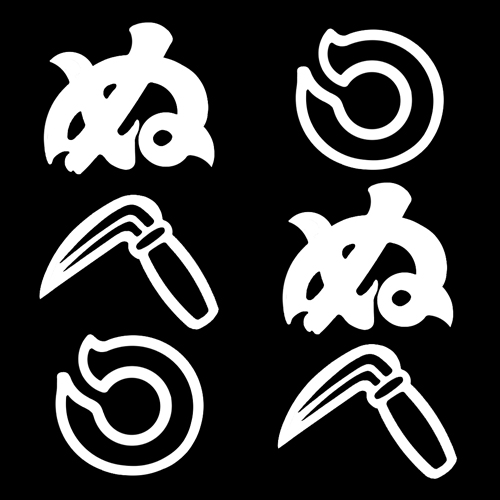
카마와누(鎌輪ぬ)

이치카와 단쥬로(일본어: 市川 團十郞, 신자체: 市川 団十郎)는 가부키 배우의 묘세키이다. 야호는 나리타야이다. 정문(定紋)은 미마스, 카에몬(替紋)은 교요 보탄이다. 배우문양은 카마와누이다. 에도 시대의 겐로쿠부터 당대의 13대 이치카와 단주로까지 추증 1명 포함 13대가 있다.

## 해설
이치카와 단쥬로 가문은 가부키의 이치카와류의 가원(家元)이며, 가부키 이치카와 일문의 종가이기도 하다. 그 오랜 역사와 수많은 사적으로, 이치카와 단쥬로는 가부키 배우의 묘세키 중에서도 가장 권위 있는 이름으로 여겨진다.
단쥬로와 관련이 깊은 묘세키로는 이치카와 에비조가 있다. 전기의 이치카와 단쥬로에는 단쥬로 → 에비조라고 습명하는 예가 눈에 띄었고, 후기에는 이것이 역전되어 에비조 → 단쥬로로 습명하는 예가 눈에 띄게 되었다.
선대 12대 단쥬로가 최초로 습명한 것이 이치카와 신노스케였기 때문에, 그 아들로 당대의 에비조가 최초로 습명한 것도 이치카와 신노스케 였기 때문에, 이치카와 종가에서는 신노스케 → 에비조 → 단쥬로로 습명하는 것이 정석이라고 오해받기 쉽지만, 실제로 일찍이 신노스케를 자칭한 자가 나중에 단쥬로를 습명한 것은 이 12대 외에는 7대와 8대만 있을 뿐이다 (자세한 것은 이치카와 에비조 항목 참조).
그 압도적인 존재감의 한편, 단쥬로의 묘세키는 대대로 중 절반이 어떤 형태로든 비업의 최후를 이루고 있는 것으로도 알려져 있다. 초대는 무대 위에서 공동 출연한 배우에 의해 칼에 찔렸고 (만 44세), 3대는 공연지인 오사카에서 병에 걸렸고, 에도에는 돌아왔지만 2개월 후에 사망 (만 21세), 6대는 감기가 악화되어 급사 (만 21세), 8대는 공연지 오사카에서 의문의 자살을 하고 (만 31세), 11대는 단쥬로 습명 후 불과 3년 반만에 병사 (만 56세), 12대는 백혈병을 앓아, 9년간의 투병 끝에 사망했다 (만 66세). 무덤은 대대로 아오야마 영원에 있다.

## 역대 이치카와 단쥬로
- 초대 이치카와 단쥬로
  - 배우 였던 호리코시 쥬조의 장남. 1660년 - 1704년
  - 초대 이치카와 에비조 → 초대 이치카와 단주로
- 2대 이치카와 단쥬로
  - 초대의 장남. 1688년 - 1758년
  - 초대 이치카와 쿠조 → 2대 이치카와 단주로 → 2대 이치카와 에비조
- 3대 이치카와 단쥬로
  - 2대의 양자. 1721년 - 1742년.
  - 친아버지는 2대의 고제였던 미마스야 스케주로
  - 초대 이치카와 마스고로 → 3대 이치카와 단주로
- 4대 이치카와 단쥬로
  - 2대의 양자. 1711년 - 1778년.
  - 친아버지는 시바이쟈야의 이즈미야 칸쥬로 또는 2대 단주로
  - 초대 마츠모토 시치조 → 2대 마츠모토 코시로 → 4대 이치카와 단주로 → 2대 마츠모토 코시로 → 3대 이치카와 에비조
- 5대 이치카와 단쥬로
  - 4대의 아들. 1741년 - 1804년
  - 3대 마츠모토 코시로 → 5대 이치카와 단쥬로 → 3대 마츠모토 코시로 → 이치카와 에비조(鰕蔵) → 나리타야 시치자에몬 (은거 이름) → 초대 이치카와 하쿠엔 (복귀 후)
- 6대 이치카와 단쥬로
  - 5대의 아들. 1778년 - 1799년
  - 4대 이치카와 에비조 → 6대 이치카와 단쥬로
- 7대 이치카와 단쥬로
  - 5대의 손자이자 6대의 양자. 1791년 - 1859년
  - 초대 이치카와 신노스케 → (5대) 이치카와 에비조(ゑび蔵) → 7대 이치카와 단쥬로 → 5대 이치카와 에비조(海老蔵) → 나리타야 시치자에몬 (칩거 근신 당시) → 하타야 쥬조 (지방 순회) → 2대 이치카와 하쿠엔
- 8대 이치카와 단쥬로
  - 7대의 장남. 1823년 - 1854년
  - 2대 이치카와 신노스케 → 6대 이치카와 에비조 → 8대 이치카와 단쥬로
- 9대 이치카와 단쥬로
  - 7대의 5남. 1838년 - 1903년
  - 3대 카와라사키 쵸쥬로 → 초대 카와라사키 곤쥬로 → 7대 카와라사키 곤노스케 → 카와라사키 산쇼 → 9대 이치카와 단쥬로
- 증10대 이치카와 단쥬로
  - 9대의 데릴사위 (장녀 2대 이치카와 스이센의 남편). 1880년 - 1956년
  - 친아버지는 니혼바시의 신발가게로, 후에 도쿄시의원이 되는 이나노부 리헤이
  - 호리코시 후쿠사부로 → 5대 이치카와 산쇼 → 증10대 이치카와 단쥬로 (영결식에서 추증)
- 11대 이치카와 단쥬로
  - 증10대의 양자. 1909년 - 1965년.
  - 친아버지는 7대 마츠모토 코시로
  - 초대 마츠모토 킨타로 → 9대 이치카와 코마조 → 9대 이치카와 에비조 → 11대 이치카와 단쥬로
- 12대 이치카와 단쥬로
  - 11대의 장남. 1946년 - 2013년
  - 이치카와 나츠오 → 6대 이치카와 신노스케 → 10대 이치카와 에비조 → 12대 이치카와 단쥬로
- 13대 이치카와 단쥬로
  - 12대의 장남. 1977년 -
  - 현 이치카와 단쥬로
  - 7대 이치카와 신노스케 → 11대 이치카와 에비조 → 13대 이치카와 단쥬로 하쿠엔

## 사진

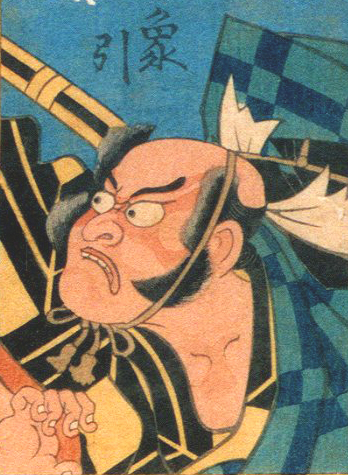
초대 이치카와 단쥬로
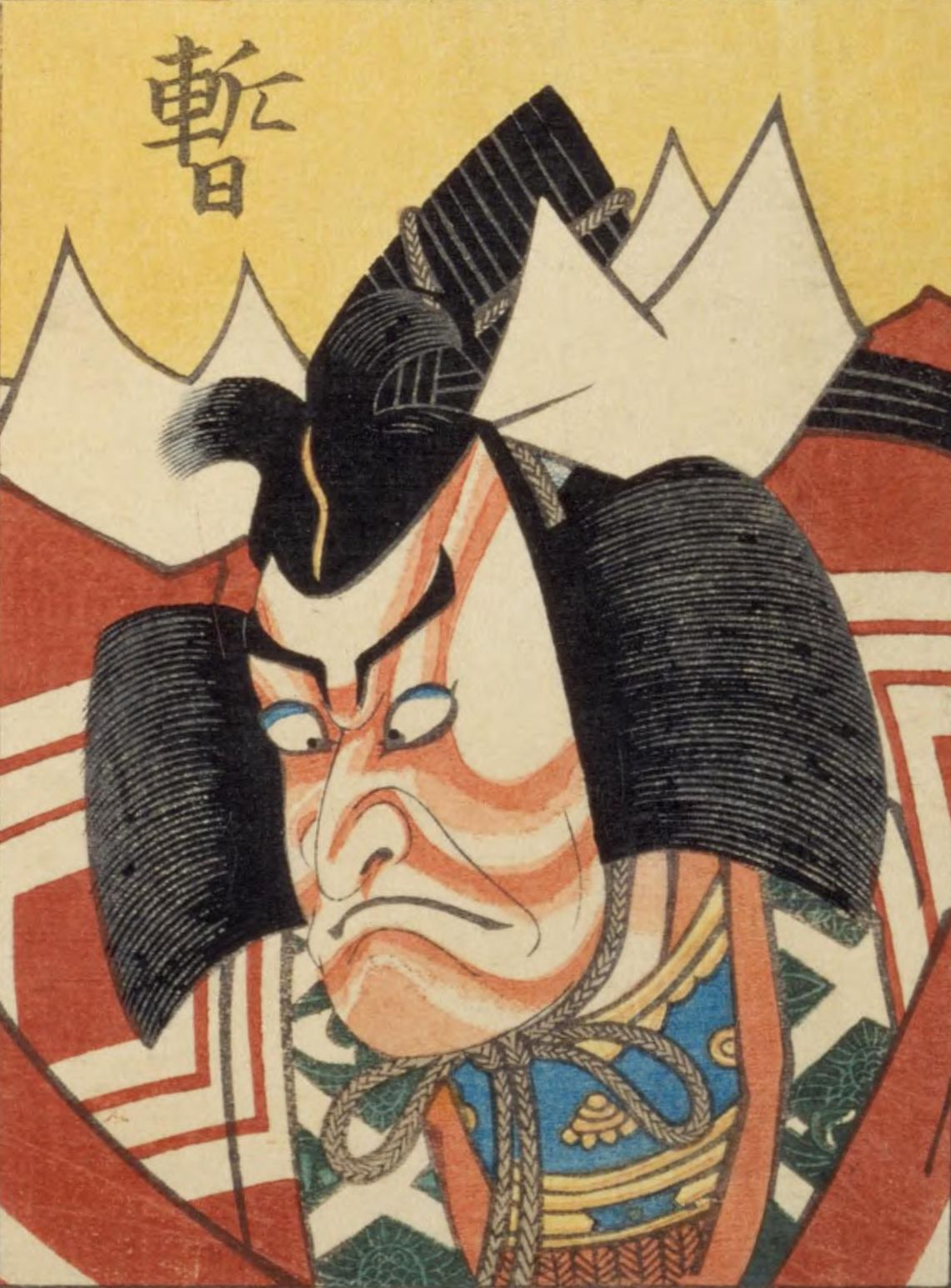
2대 이치카와 단쥬로
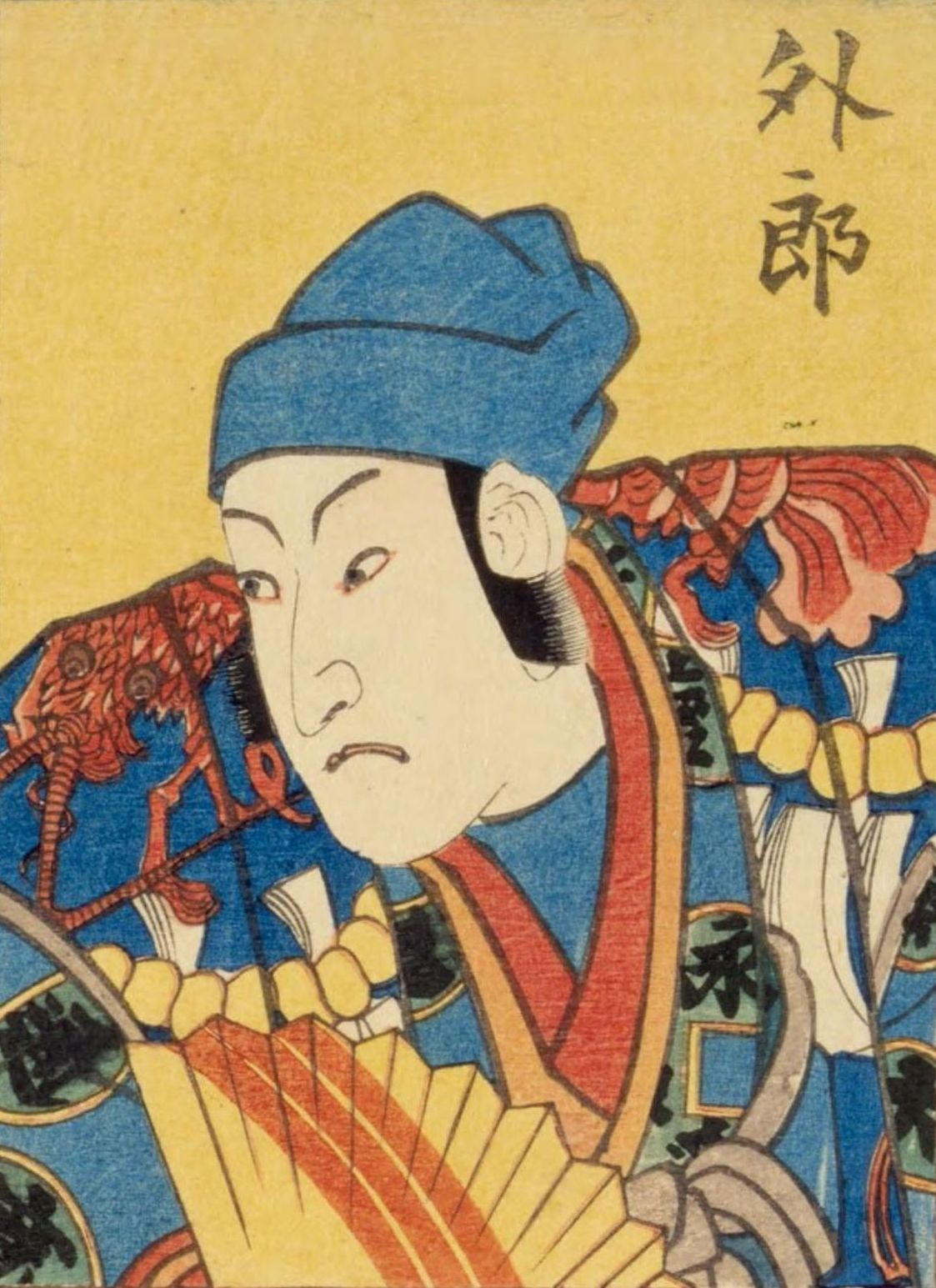
3대 이치카와 단쥬로
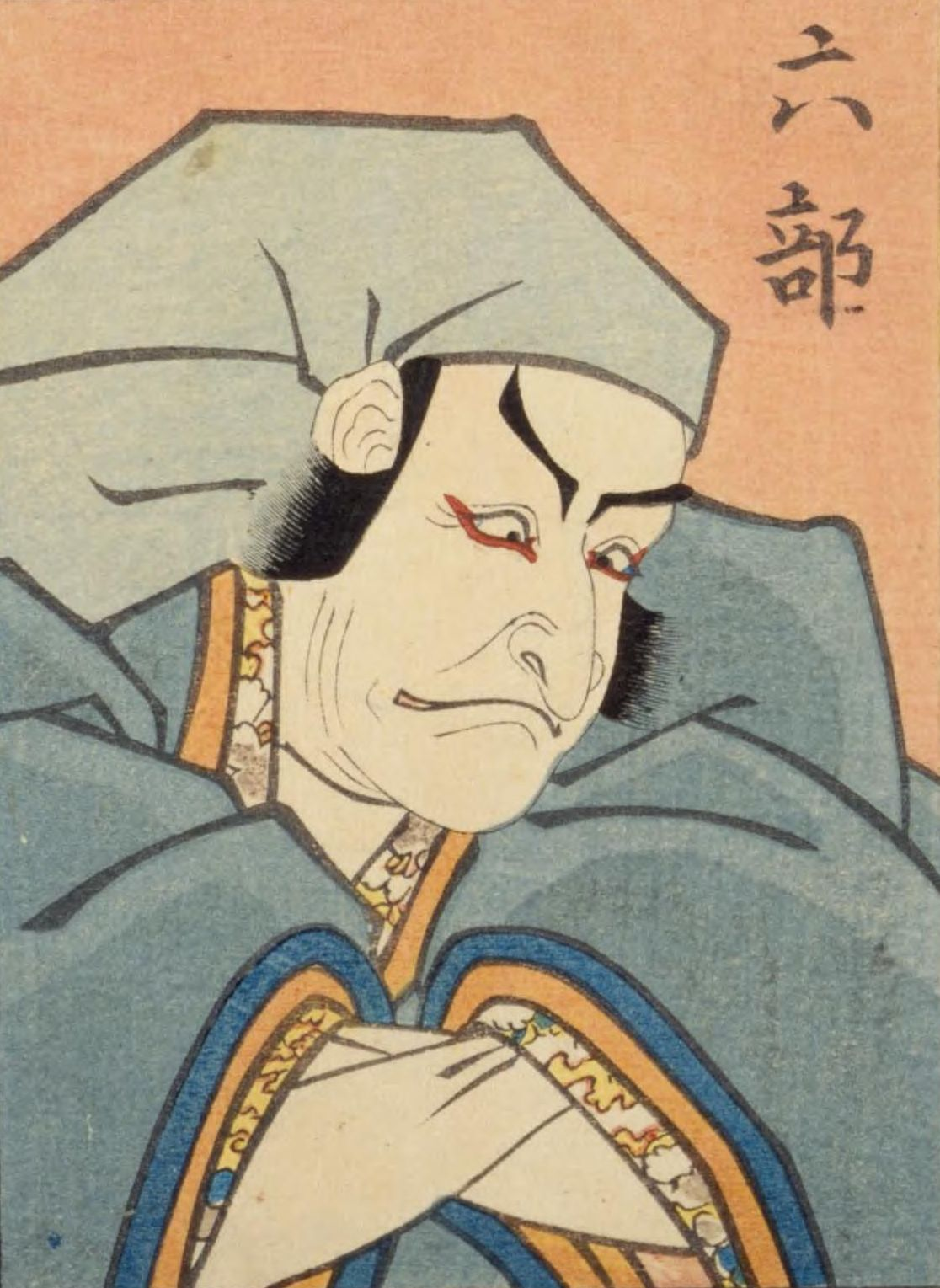
4대 이치카와 단쥬로
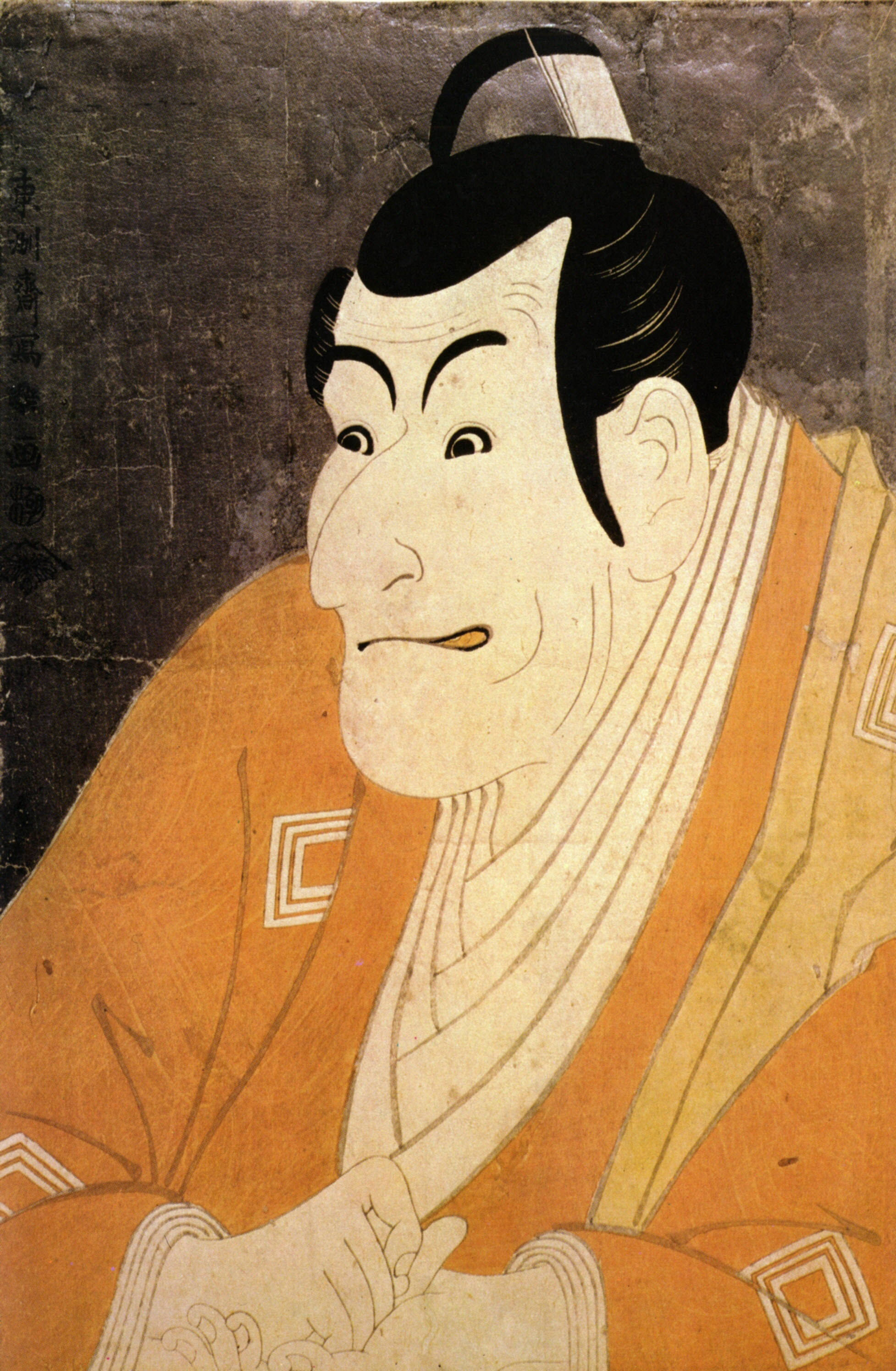
5대 이치카와 단쥬로
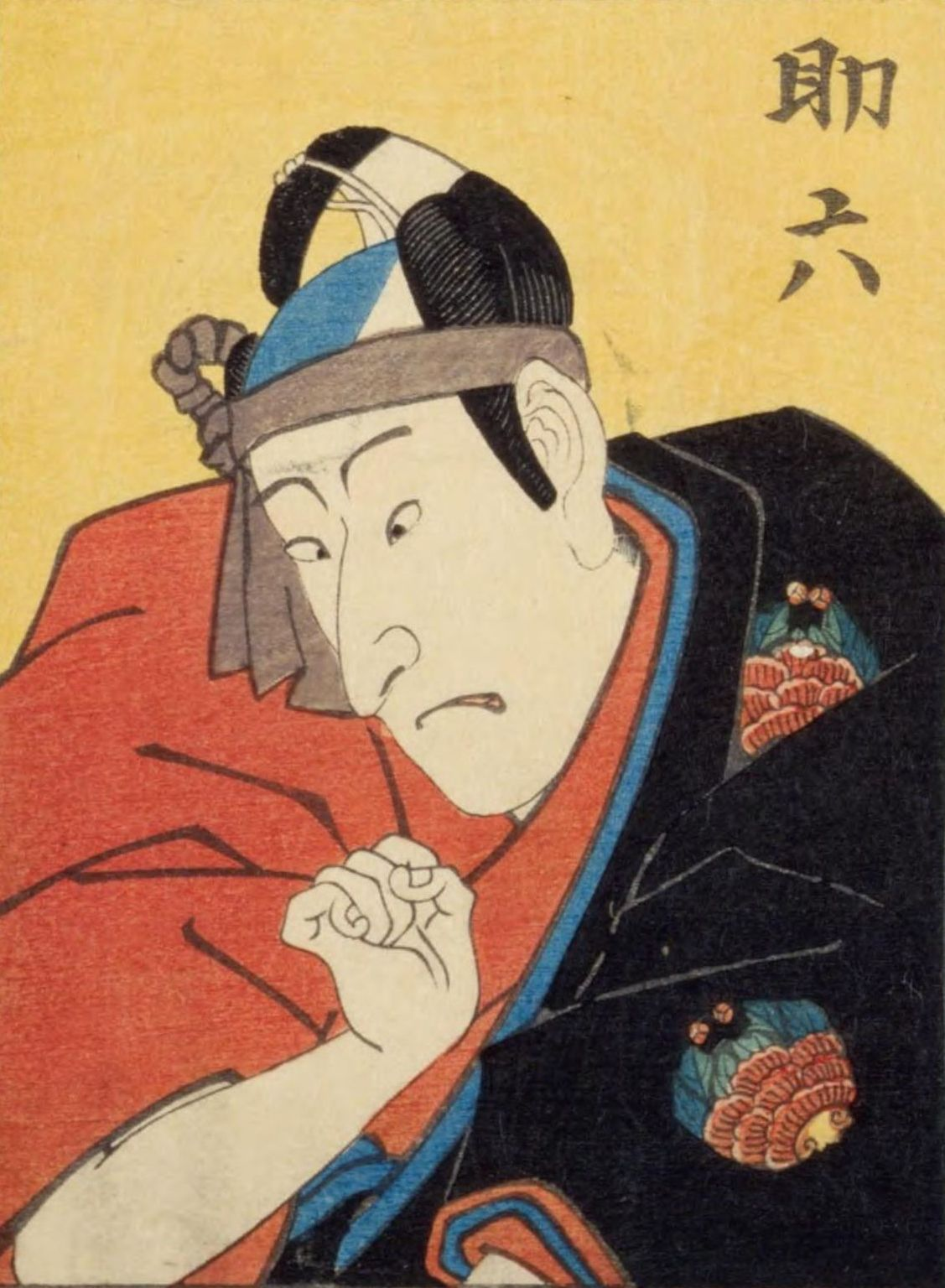
6대 이치카와 단쥬로
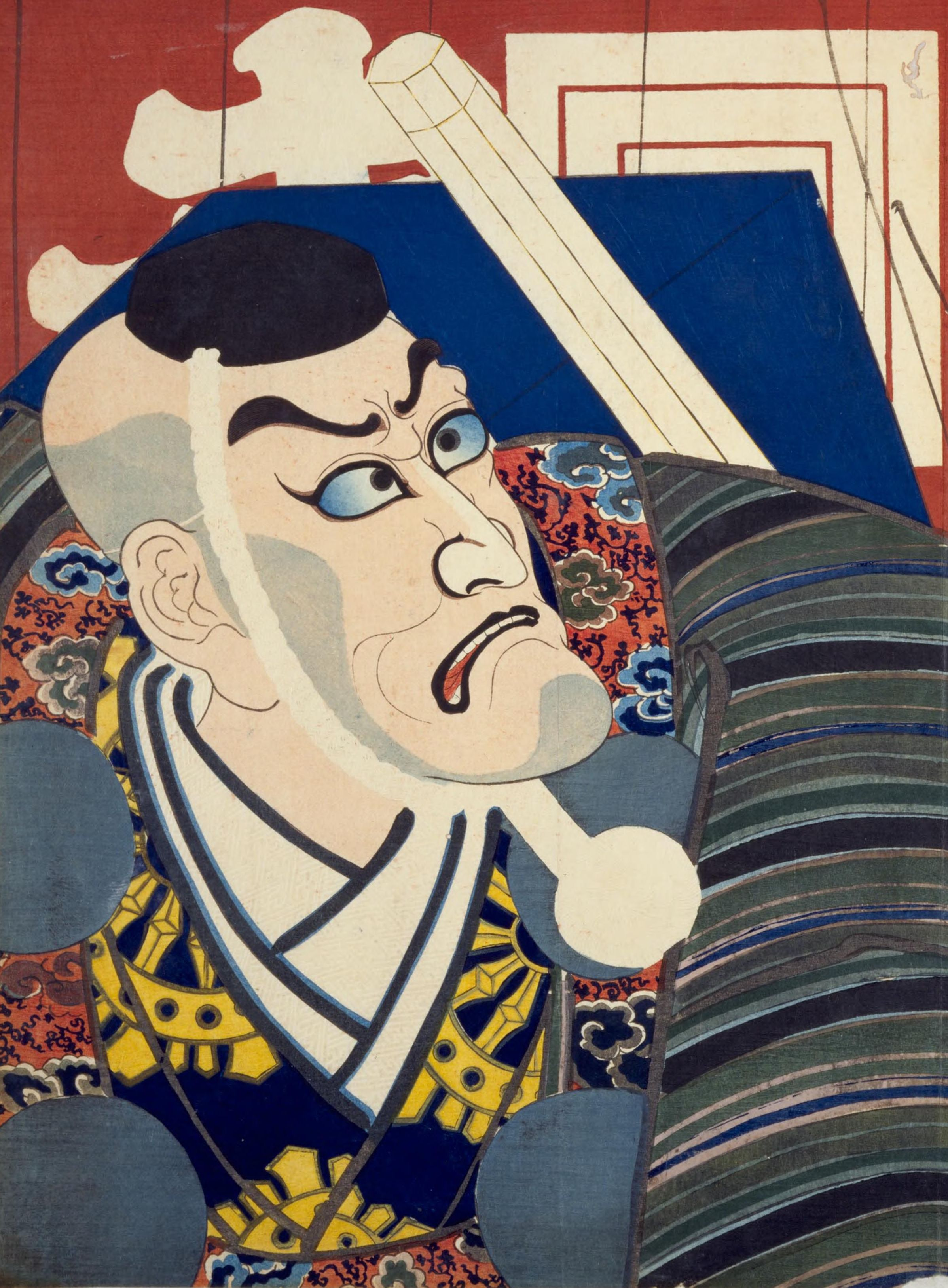
7대 이치카와 단쥬로
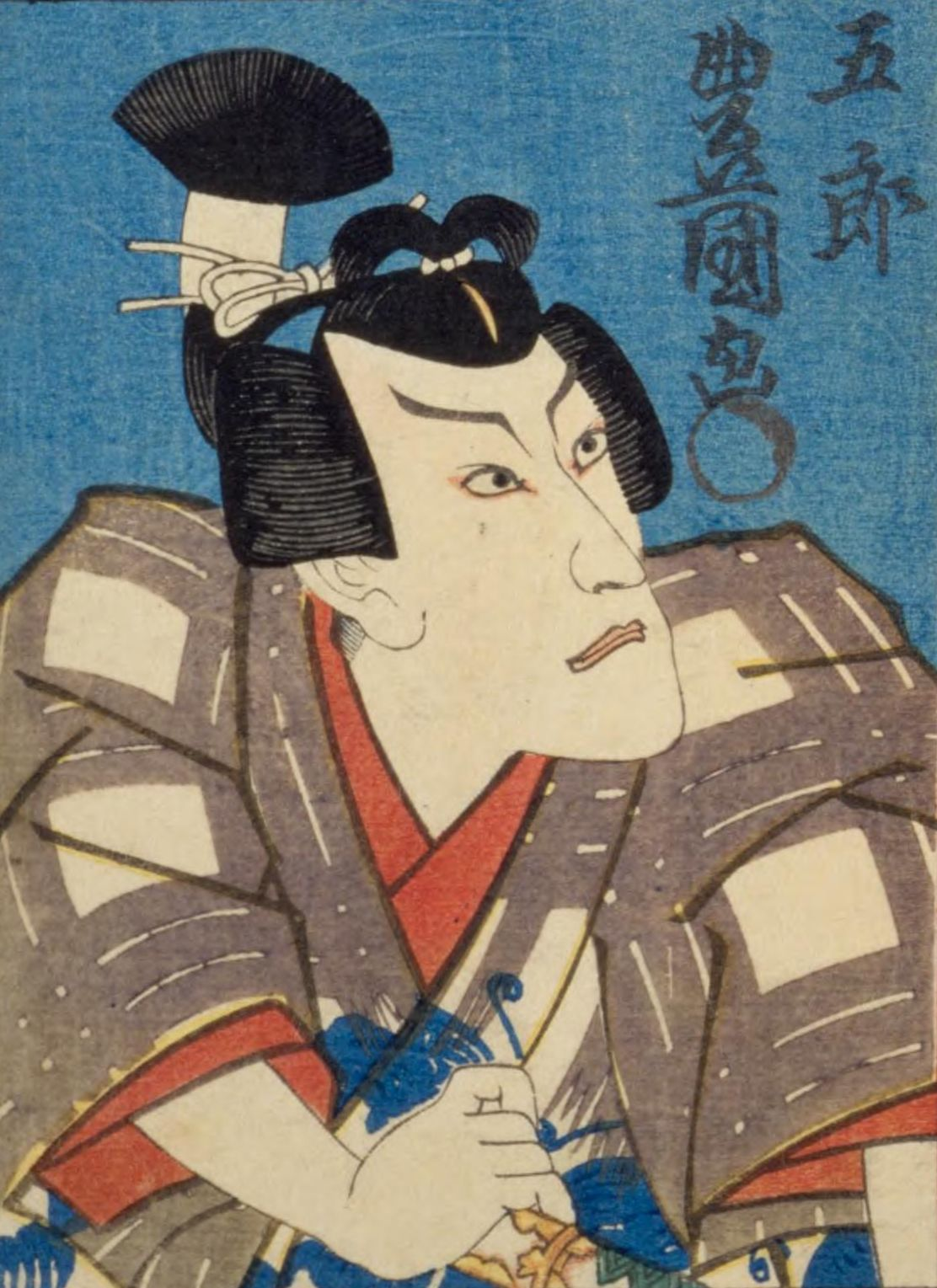
8대 이치카와 단쥬로
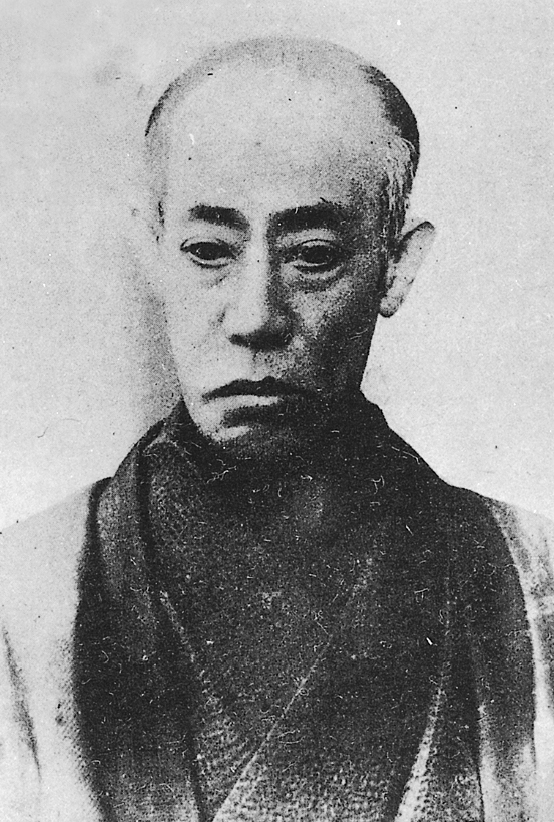
9대 이치카와 단쥬로
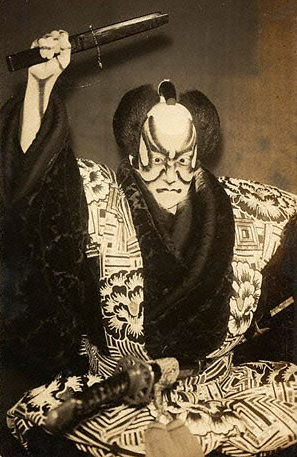
10대 이치카와 단쥬로
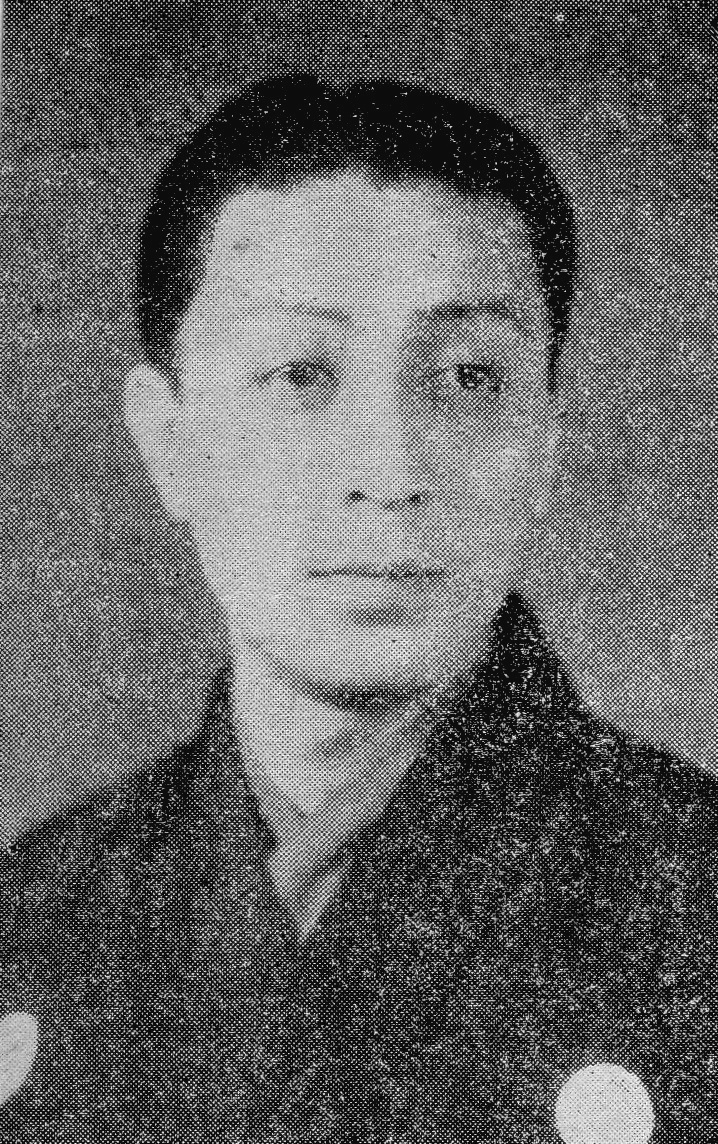
11대 이치카와 단쥬로
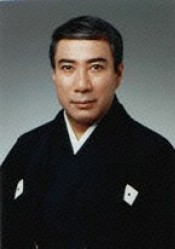
12대 이치카와 단쥬로
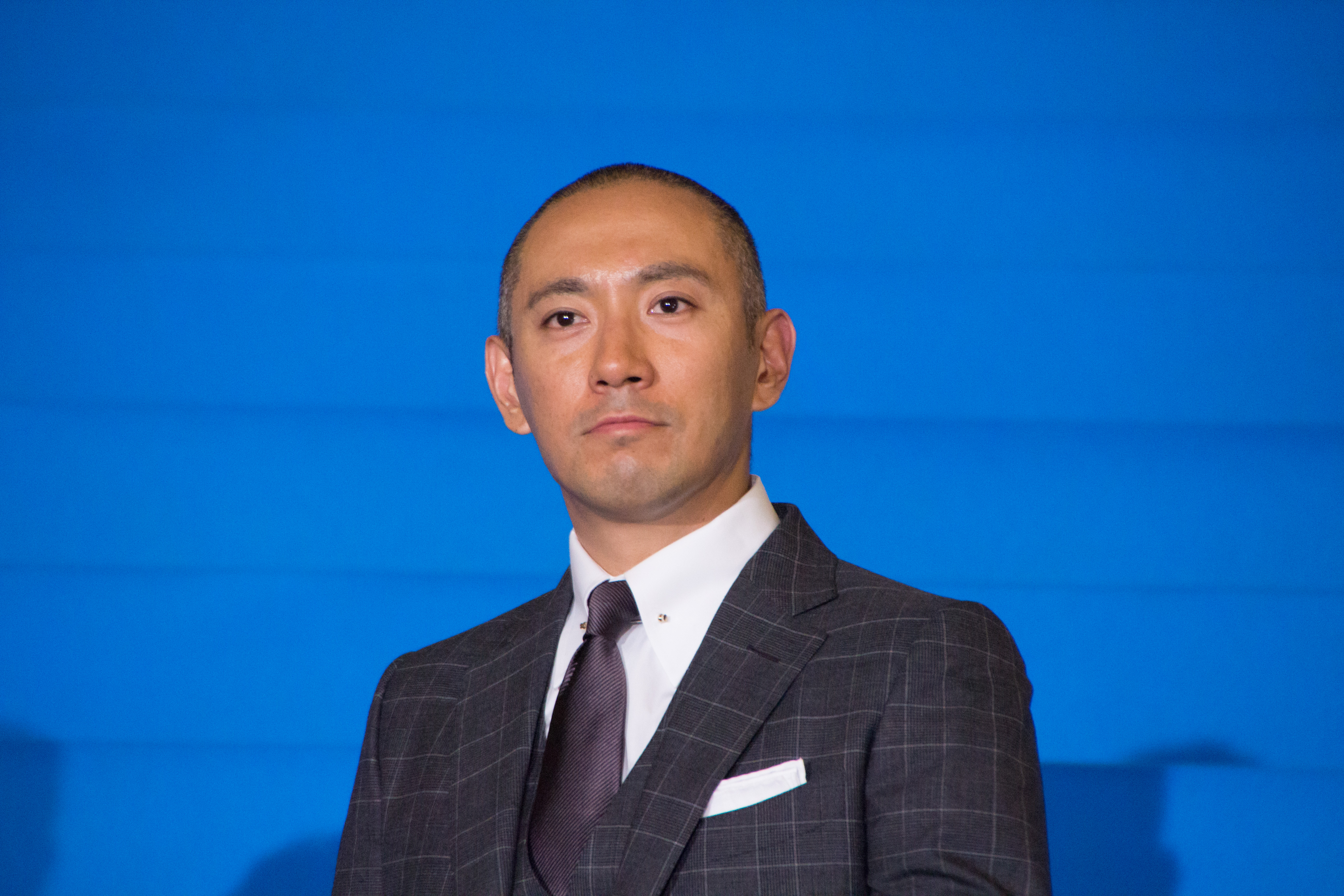
13대 이치카와 단쥬로

## 같이 보기
- 團十郞茶
- 成田山新勝寺
- 石川県小松市團十郎芸術劇場うらら - 十二代目が大ホールの設計を監修、十三代目の襲名披露巡業の初日に名称を変更。